# Пухоїди
Пухоїди (Amblycera, раніше - Psocoptera) — ряд вториннобезкрилих комах. Постійні зовнішні паразити птахів (пухоїди, пероїди) і ссавців (волосоїдові). Тіло плоске, довжиною 0,5—11 міліметрів. Зовні дещо схожі на вошей, але на відміну від них мають гризучий ротовий апарат, голова ширша від грудей. Очі редуковані. Черевце з 8—10 сегментів. Покриви щільні, жовтуваті або темні. Пухоїди живляться зроговілими частинками епідермісу та іншими похідними шкіри (пух, перо, волосся), виділеннями сальних залоз, зрідка кров'ю хазяїна. Розвиток з неповним перетворенням; триває 3—4 тижні. Ряд включає 2 підряди: справжні пухоїди (Amblycera), перо- і волосоїди (Ischnocera). Разом вони об'єднують близько 3000 видів, з них понад 300 видів паразитують на ссавцях, решта видів — на птахах, наприклад курячі пухоїди (Menopon gallinae, Eomenacanthus stramineus). При масовому ураженні пухоїдами спричинюють сильний свербіж, розчісування та розкльови шкіри. Виникає дерматит, який супроводиться випаданням волосся і пір'я, ослабленням організму тварин. Пухоїди можуть виконувати певну роль і в передачі збудників заразних хвороб. Профілактика зараження: обробка тварин інсектицидами, дезинфекція приміщення.